# (5477) Holmes
(5477) Holmes est un astéroïde de la ceinture principale, de la famille de Hungaria.

## Description
(5477) Holmes est un astéroïde de la ceinture principale, de la famille de Hungaria. Il présente une orbite caractérisée par un demi-grand axe de 1,92 UA, une excentricité de 0,08 et une inclinaison de 22,5° par rapport à l'écliptique.

## Compléments